# كونور روبيرتس
كونور روبيرتس (بالإنجليزية: Connor Roberts) (8 ديسمبر 1992 في المملكة المتحدة - ) هو لاعب كرة قدم بريطاني في مركز حراسة المرمى. شارك مع منتخب ويلز تحت 19 سنة لكرة القدم ومنتخب ويلز تحت 21 سنة لكرة القدم. أما مع النوادي، فقد لعب مع نادي إيفرتون ونادي بانغور سيتي ونادي بارسكو وChester F.C. ‏ وColwyn Bay F.C. ‏ ونادي تشيلتنهام تاون لكرة القدم.

## وصلات خارجية
- كونور روبيرتس على موقع الاتحاد الأوربي (الإنجليزية)
- كونور روبيرتس على موقع قاعدة بيانات كرة القدم.إي يو (الإنجليزية)
- كونور روبيرتس على موقع Soccerbase.com (لاعب) (الإنجليزية)